# Vejstrup
Vejstrup – miasto w Danii, w regionie Dania Południowa, w gminie Svendborg.